# Il bacio (Picasso)
Il bacio è un dipinto a olio su tela (130,5x97,7 cm) realizzato nel 1925 dal pittore spagnolo Pablo Picasso. È conservato nel Musée National Picasso di Parigi.

## Descrizione
La tela rappresenta due amanti che si baciano, stretti in un abbraccio così appassionato, che a stento si riescono a distinguere, nella scompostezza dei corpi e nella complessità delle forme, l'uomo (a sinistra) dalla donna; le due figure sembrano fondersi l'una con l'altra. L'uomo solleva da terra la donna che piega la testa all'indietro, la stringe, quasi annullandola. Il quadro ha un senso visibilmente sessuale, il naso rimanda al sesso maschile, mentre la bocca a quello femminile. 
In quest'opera si avvertono, come nel Busto di donna con autoritratto del 1929, nell'Arlecchino del 1929 e nella Donna nuda su una poltrona rossa del 1932, una violenza e un dinamismo nella composizione e negli accostamenti cromatici, un desiderio di rottura rispetto ai tabù e ai tradizionali canoni pittorici, lo stesso spirito che lo aveva portato Picasso a realizzare Les demoiselles d'Avignon.